# 小行星17770
小行星17770（17770 Baumé）是一颗绕太阳运转的小行星，为主小行星带小行星。该小行星于1998年3月19日发现。

## 轨道参数
小行星17770的轨道半长轴为382 264 981 km，2.5552472 UA，离心率为0.272。